# Ruterielina basilewskyi
Ruterielina basilewskyi är en skalbaggsart som beskrevs av Ruter 1975. Ruterielina basilewskyi ingår i släktet Ruterielina och familjen Cetoniidae. Inga underarter finns listade i Catalogue of Life.